# Buchin
Buchin is een Roemeense gemeente in het district Caraș-Severin.
Buchin telt 2138 inwoners.